# Риженков Володимир Миколайович
Володимир Миколайович Риженков (нар. 11 вересня 1945, Барановичі — 12 грудня 1996, Мінськ) — білоруський державний діяч, перший міністр спорту і туризму Республіки Білорусь (1995-1996).

## Біографія
У 1964 році закінчив Гомельський дорожньо-будівельний технікум, у 1972 році — Білоруський державний інститут фізичної культури і Мінську вищу партійну школу.
Почав працювати в 1964 дорожнім майстром, служив у лавах Радянської Армії, з 1972 року після закінчення навчання в Білоруському державному інституті фізичної культури залишився в ньому працювати викладачем, секретарем комітету комсомолу, потім завідувачем методичного кабінету Білрадпрофу.
У 1978 році призначений заступником голови Центральної Ради добровільного сільського спортивного товариства «Урожай», а в 1979 році — начальником управління з фізичного виховання Комітету по фізичній культурі і спорту при Раді Міністрів БРСР.
З 1982 р. на партійній роботі: інструктор, завідувач сектором фізкультури і спорту відділу адміністративних органів ЦК КПБ.
У 1990 році призначений Головою Державного Комітету Республіки Білорусь з фізичної культури і спорту.
З 22 березня 1991 року обраний президентом Національного олімпійського комітету Республіки Білорусь.
У листопаді 1995 року Указом Президента Республіки Білорусь призначений Міністром спорту і туризму Республіки Білорусь.
Раптово помер 12 грудня 1996 року, похований на Східному кладовищі Мінська.